# 普呂納峰
46°29′14.1″N 9°59′14.2″E / 46.487250°N 9.987278°E
普呂納峰（Piz Prüna），是瑞士的山峰，位於該國東南部，由格勞賓登州負責管轄，屬於利維尼奧阿爾卑斯山脈的一部分，海拔高度3,153米，每年平均降雨量1,386毫米。